# Colobus polykomos
Espèce
Statut de conservation UICN

 EN A2cd : En danger
Statut CITES
Colobus polykomos est une espèce qui fait partie des mammifères Primates. C’est un singe de la famille des Cercopithecidae, appelé, entre autres, Colobe à longs poils ou Colobe à camail. Ce colobe est une espèce vulnérable.

## Nomenclature
L'espèce est désignée en français par plusieurs noms vernaculaires : Colobe à longs poils, Colobe blanc-et-noir d'Afrique occidentale, Colobe d'Afrique de l'Ouest ou Colobe à camail. On trouve aussi des appellations communes à d'autres espèces comme Colobe noir, Colobe magistrat ou plus simplement « magistrat ».

## Description et éléments d'écologie
C’est un singe d’une taille de 100 à 150 cm (queue comprise et comptant pour un peu plus de la moitié de la longueur), pour un ‘poids’ de 6 à 12 kg. Le pelage est relativement caractéristique : le corps et les membres sont noirs avec des traces de blanc, la queue entièrement blanche, et il a un bonnet de cheveux argentés, ébouriffés, et se terminant en longues épaulettes blanches. Son alimentation est semble-t-il très sélective : il consomme majoritairement une vingtaine d’espèces d'arbres et de lianes (feuilles et fruits).

## Répartition et Habitat
Son aire de répartition est simple : il n’est présent que sur la côte ouest africaine de la Guinée Bissau à l’ouest de la Côte d’Ivoire. Elle est donc très petite. Ce singe habite dans les forêts pluvieuses et forêts galeries, si possible à proximité d’un cours d’eau. L'espèce est assez rare !

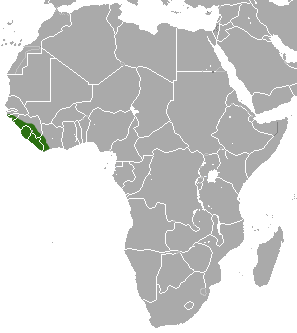
Répartition du Colobe à longs poils (en vert) à l'ouest de l'Afrique

.